# Emily Sloane
Emily Sloane es la esposa de Arvin Sloane en la serie de televisión Alias. Emily es un personaje de ficción interpretado por Amy Irving.
Emily Sloane estuvo casada con el director del SD-6 Arvin Sloane durante más de 30 años. Poco se conoce de su vida fuera del matrimonio con Arvin. Emily había trabajado para el Ministerio de Asuntos Exteriores durante varios años y era una gran aficionada a la jardinería. Emily y Arvin tuvieron una niña, Jacquelyn, quien murió al nacer. Su pena fue tan grande que le pidió a Arvin que nunca mencionase a su niña.
Cuando Laura Bristow, madre de Sydney Bristow, fingió su muerte cuando Sydney tenía tan solo seis años, el padre de Sydney, Jack Bristow, fue puesto bajo custodia federal. Jack pidió ayuda a Arvin y Emily quedándose ellos al cuidado de Sydney. Aunque de sobra es conocida la relación de Sydney con Arvin, con Emily es totalmente diferente, incluso Sydney ha llegado a comentar a sus amigos más cercanos que consideró a Emily como su madre verdadera.
Durante la primera temporada, Emily está cerca de la muerte a causa de un cáncer que se le ha diagnosticado. Sydney la visita en un hospital del SD-6, donde Emily revela que ella sabe que Arvin realmente no trabaja para un banco y que ella conoce la existencia del SD-6 (aunque ella al parecer crea que está afiliado con la CIA). Conforme a protocolos de seguridad, Sydney está en la obligación de denunciarla ante la sección de seguridad del SD-6 pero no lo hace. Aunque el SD-6 lo averigua de todos modos puesto que tenía cámaras y micrófonos de escucha instalados en la clínica y ordenan a Arvin que proceda según el protocolo y mate su esposa. Arvin suplica un indulto ante los miembros del consejo de la Alianza, alegando que su cáncer pronto la matará de todos modos, la Alianza concede su petición. Increíblemente, el cáncer de Emily remite y comienza a mejorar por lo que la Alianza exige a Arvin que cumpla con el protocolo. En cambio, a lo largo del final de primera temporada y el principio de segunda, Arvin prepara un esquema complicado para fingir su muerte y esconde a Emily en una isla aislada. Allí, él le confiesa la naturaleza verdadera de SD-6. Aunque al principio horrorizada, el amor de Emily por Arvin la conduce a perdonarle y ellos permanecen juntos.
Con la caída de SD-6 y la Alianza, Sloane (ahora un terrorista internacionalmente buscado) le dice a Emily que son "libres" y la conduce a creer que finalmente ha olvidado su obsesión por Rambaldi y que todo ha quedado atrás. Emily y Arvin se trasladan a una finca en la Toscana. Emily descubre que Irina, quien ella conocía sólo como Laura Bristow y pensaba que estaba muerto, estaba viva, y era una criminal que estaba trabajando con su marido. Arvin le dice que confíe en él y que todo lo que hace es por ella, para poder estar juntos y ser felices para siempre.
Desesperada, Emily va al consulado americano en Florencia, anuncia que ella es la esposa de Sloane y exige de hablar a Sydney. Sydney hace contacta con Emily, quien le dice que ella no será la excusa para los crímenes de Arvin. Ella se ofrece para ayudar a capturar a Arvin, pero exige una garantía por escrito de que Arvin no será condenado a la muerte.
La CIA acepta el trato y le entregan a Emily una copia firmada. Emily vuelve a la Toscana con un micro bajo la ropa. Sin el conocimiento de Emily, Arvin hace un trato con Irina para venderle todo su activo, contactos y artefactos Rambaldi. Cuando Emily está en la cocina y tras mantener una dura conversación con Arvin esta no puede más, y le muestra el micro oculto bajo su ropa pidiéndole a Arvin que la perdone y que huya, Arvin le dice que no hay nada que perdonar, que la quiere y que huya con él, en el último momento Emily acepta y se marcha con Arvin. Lamentablemente, durante el Asalto de la CIA sobre la villa, Emily es accidentalmente alcanzada por un disparo producido por Marcus Dixon quien erró el tiro, produciéndole la muerte.
La última aparición de Emily en la serie ocurre en un flashback en la cuarta temporada en el episodio " En Sueños " que es cuando es revelada la historia de Jacquelyn.
- Datos: Q6272473